# Garde nationale du district de Columbia
 (janvier 2021).
La mise en forme du texte ne suit pas les recommandations de Wikipédia : il faut le « wikifier ».
Les points d'amélioration suivants sont les cas les plus fréquents. Le détail des points à revoir est peut-être précisé sur la page de discussion.
- Les titres sont pré-formatés par le logiciel. Ils ne sont ni en capitales, ni en gras.
- Le texte ne doit pas être écrit en capitales (les noms de famille non plus), ni en gras, ni en italique, ni en « petit »…
- Le gras n'est utilisé que pour surligner le titre de l'article dans l'introduction, une seule fois.
- L'italique est rarement utilisé : mots en langue étrangère, titres d'œuvres, noms de bateaux, etc.
- Les citations ne sont pas en italique mais en corps de texte normal. Elles sont entourées par des guillemets français : « et ».
- Les listes à puces sont à éviter, des paragraphes rédigés étant largement préférés. Les tableaux sont à réserver à la présentation de données structurées (résultats, etc.).
- Les appels de note de bas de page (petits chiffres en exposant, introduits par l'outil «  Source ») sont à placer entre la fin de phrase et le point final[comme ça].
- Les liens internes (vers d'autres articles de Wikipédia) sont à choisir avec parcimonie. Créez des liens vers des articles approfondissant le sujet. Les termes génériques sans rapport avec le sujet sont à éviter, ainsi que les répétitions de liens vers un même terme.
- Les liens externes sont à placer uniquement dans une section « Liens externes », à la fin de l'article. Ces liens sont à choisir avec parcimonie suivant les règles définies. Si un lien sert de source à l'article, son insertion dans le texte est à faire par les notes de bas de page.
- La présentation des références doit suivre les conventions bibliographiques. Il est recommandé d'utiliser les modèles {{Ouvrage}}, {{Chapitre}}, {{Article}}, {{Lien web}} et/ou {{Bibliographie}}. Le mode d'édition visuel peut mettre en forme automatiquement les références.
- Insérer une infobox (cadre d'informations à droite) n'est pas obligatoire pour parachever la mise en page.

Pour une aide détaillée, merci de consulter Aide:Wikification.
Si vous pensez que ces points ont été résolus, vous pouvez retirer ce bandeau et améliorer la mise en forme d'un autre article.
La garde nationale du district de Columbia, en anglais District of Columbia National Guard, est une branche de l'United States National Guard née en partie grâce aux efforts du président Thomas Jefferson, le premier président à passer son mandat dans le District de Columbia. Il est entré en fonction à une époque où les conflits entre deux grands partis politiques menaçaient de diviser un pays nouvellement développé. Les généraux commandants des deux unités de milice les plus proches étaient membres du parti politique rival du président Jefferson. À cette époque, il n'y avait qu'une très petite armée régulière et elle patrouillait principalement à la frontière. Si la milice d'un État avait essayé de forcer la volonté politique, il n'y aurait eu aucun moyen de les empêcher de marcher sur le Capitole et de contraindre ou de renverser le gouvernement.
Le président Jefferson vit que la vulnérabilité de la démocratie américaine serait menacée si la volonté d'un général militaire pouvait empêcher le corps législatif de mettre en œuvre la volonté du peuple. Pour éviter cela, la garde nationale du district de Columbia (GN DC) a été créée dans la loi sur l'Assomption du 3 mai 1802.
Le 30 octobre 1802, la GN DC a tenu son premier rassemblement. Le président Jefferson a sélectionné ses nouveaux officiers et était connu pour aimer participer aux exercices. Un an plus tard, le Congrès a officiellement reconnu l'organisation.
La toute jeune GN DC a été testée pendant la guerre de 1812 et la bataille de Bladensburg. Le Maryland et la Virginie, préoccupés par les attaques sur leur propre territoire, étaient lents à envoyer des troupes dans le district de Colombia. La GN DC, même lorsqu'elle était renforcée par des forces régulières, fut débordée et obligée de se retirer. Ils ont vu brûler la capitale de leur nation. Après l'incident, le Congrès a également remarqué et augmenté la taille et l'équipement de la GN DC.
La participation de la GN DC aux inaugurations est peut-être aussi ancienne, mais certainement prend forme en 1860. L'élection d'Abraham Lincoln a déclenché la sécession de plusieurs États du sud de l'Union. Lors de la première inauguration de Lincoln, le lieutenant-général Winfield Scott, général en chef de l'armée, a ordonné à la GN DC de protéger le président élu. La GN DC gardait les routes du défilé, les sapeurs précédaient le président élu et la Cavalry montait à ses côtés, battant leurs chevaux pour que les tireurs d'élite aient du mal à tirer. En arrivant à la Maison Blanche, le nouveau président a reçu son premier salut militaire de la part de membres volontaires de la GN DC et une tradition ininterrompue de service inaugural est née.
S'il est nécessaire, les membres de la garde nationale DC peuvent être remplacés en tant que police spéciale, un rôle que l'armée et l'armée de l'air actives ne peuvent pas jouer. Cela fait de la garde nationale un élément important dans les événements de grande envergure comme une inauguration. En 2009, la GN DC a dirigé un groupe de plus de dix mille soldats et aviateurs de la garde nationale à l'appui de la plus grande inauguration de l'histoire,.